# 37ns Premis del Cinema Europeu
Els 37ns Premis del Cinema Europeu, presentats per l'Acadèmia de Cinema Europeu per reconèixer els èxits en el cinema europeu, es van celebrar a Lucerna. La cerimònia tindrà lloc el 7 de desembre de 2024 al Kultur- und Kongresszentrum Luzern. És la primera vegada que la cerimònia de lliurament de premis té lloc a Suïssa. El persentador i actor de veu en off suís Fernando Tiberini va ser el presentador de la cerimònia.
Les nominacions a les categories principals s'anuncien al novembre. Els guanyadors de les categories tècniques també s'anuncien al novembre.
La pel·lícula Emilia Pérez de Jacques Audiard va ser la triomfadora ja que va bre els premis a la Millor Pel·lícula, el millor director, el millor guionista, el millor actriu i el millor muntatge.

## Seleccions

### Llargmetratges
La primera part de la selecció de llargmetratges de l'Acadèmia es va anunciar el 14 d'agost de 2024. La segona part amb 16 títols més es va anunciar el 26 de setembre 2024.
- Ap'rili – Dea Kulumbegashvili ( França,  Geòrgia,  Itàlia)
- Arcadia – Yorgos Zois ( Bulgària,  Grècia,  Estats Units)
- Armand – Halfdan Ullmann Tøndel ( Alemanya,  Països Baixos,  Noruega,  Suècia)
- Bird – Andrea Arnold ( França,  Alemanya,  Regne Unit,  Estats Units)
- Conclave – Edward Berger ( Regne Unit,  Estats Units)
- Crossing – Levan Akin ( França,  Geòrgia,  Alemanya,  Suècia,  Turquia)
- Sterben – Matthias Glasner ( Alemanya)
- Emilia Pérez – Jacques Audiard ( França)
- Grand Tour – Miguel Gomes ( França,  Itàlia,  Portugal)
- Hard Truths – Mike Leigh ( Espanya,  Regne Unit)
- Harvest – Athina Rachel Tsangari ( Alemanya,  Regne Unit,  Estats Units)
- Tereddüt Çizgisi – Selman Nacar ( França,  Romania,  Espanya,   Turquia)
- Julie zwijgt – Leonardo Van Dijl ( Bèlgica,  Suècia)
- Kinds of Kindness – Yorgos Lanthimos ( Grècia,  Irlanda,  Regne Unit,  Estats Units)
- Kneecap – Rich Peppiatt ( Irlanda,  Regne Unit)
- Hayat – Zeki Demirkubuz ( Bulgària,  Turquia)
- Misericordia – Alain Guiraudie ( França,  Portugal,  Espanya)
- Misericordia – Emma Dante ( Itàlia)
- Moon – Kurdwin Ayub ( Àustria)
- Mr. K – Tallulah Hazekamp Schwab ( Bèlgica,  Països Baixos,  Noruega)
- Biru Unjárga – Egil Pedersen ( Finlàndia,  Noruega,  Suècia)
- Queer – Luca Guadagnino ( Itàlia,  Estats Units)
- L'Histoire de Souleymane – Boris Lojkine ( França)
- El comte de Monte-Cristo – Matthieu Delaporte, Alexandre De La Patellière ( França)
- Des Teufels Bad – Veronika Franz i Severin Fiala ( Àustria,  Alemanya)
- The End – Joshua Oppenheimer ( Dinamarca,  Alemanya,  Irlanda,  Itàlia,  Suècia,  Regne Unit)
- Pigen med nålen – Magnus von Horn ( Dinamarca,  Polònia,  Suècia)
- Nähtamatu võitlus – Rainer Sarnet ( Estònia,  Finlàndia,  Grècia,  Letònia)
- Anul Nou care n-a fost – Bogdan Mureșanu ( Romania)
- Volveréis – Jonás Trueba ( França,  Espanya)
- La habitación de al lado – Pedro Almodóvar ( Espanya)
- O corno – Jaione Camborda ( Bèlgica,  Portugal,  Espanya)
- The Seed of the Sacred Fig – Mohammad Rasoulof ( França,  Alemanya,  Letònia)
- The Shameless – Konstantin Bojanov ( Bulgària,  França,  Índia,  Suïssa,  Taiwan)
- Der Spatz im Kamin – Ramon Zürcher ( Suïssa)
- The substance – Coralie Fargeat ( França,  Regne Unit,  Estats Units)
- The Village Next to Paradise – Mo Harawe ( Àustria,  França,  Somàlia)
- Sempre ens quedarà demà – Paola Cortellesi ( Itàlia)
- Trei kilometri până la capătul lumii – Emanuel Pârvu ( Romania)
- Akiplėša – Saulė Bliuvaitė ( Lituània)
- Un amor – Isabel Coixet ( Espanya)
- Vermiglio – Maura Delpero ( Bèlgica,  França,  Itàlia)
- Ljósbrot – Rúnar Rúnarsson ( Croàcia,  França,  Islàndia,  Països Baixos)
- Windless – Pavel G. Vesnakov ( Bulgària,  Itàlia)
- Without Air – Katalin Moldovai ( Hongria)

### Documentals
La Selecció de pel·lícules documentals es va anunciar el 21 d'agost de 2024.
- Averroès et Rosa Parks – Nicolas Philibert ( França)
- Bye Bye Tiberias – Lina Soualem ( França,  Bèlgica,  Palestina,  Qatar)
- Dahomey – Mati Diop ( França,  Senegal)
- Direct Action – Guillaume Cailleau, Ben Russell ( Alemanya,  França)
- W zawieszeniu – Alina Maksimenko ( Polònia)
- Marching in the Dark – Kinshuk Surjan ( Bèlgica,  Països Baixos,  Índia)
- My Stolen Planet – Farahnaz Sharifi ( Alemanya)
- Cap altra terra – Yuval Abraham, Rachel Szor, Basel Adra, Hamdan Ballal ( Palestina,  Noruega)
- Pelikan Blue – László Csáki ( Hongria)
- Soundtrack to a Coup d'Etat – Johan Grimonprez ( França,  Bèlgica,  Països Baixos)
- The Landscape and the Fury – Nicole Vögele ( Suïssa)
- The Words Women Spoke One Day – Raphaël Pillosio ( França)

## Guanyadors i nominats
El 9 d'octubre de 2024 es van donar a conèixer els nominats al Llargmetratge d'Animació Europeu. Els nominats al Curtmetratge Europeu es van revelar el 16 d'octubre de 2024.Els nominats per a les categories principals es van anunciar el 5 de novembre de 2024. Els guanyadors dels Premis a l'Excel·lència es van anunciar el 13 de novembre de 2024, en homenatge a les arts i l'ofici de la realització cinematogràfica en vuit categories.

### Millor pel·lícula europea
| Títol                                        | Director(s)       | Productor(s)                                                                         | País    |
| -------------------------------------------- | ----------------- | ------------------------------------------------------------------------------------ | ------- |
| Emilia Pérez                                 | Jacques Audiard   | Pascal Caucheteux Jacques Audiard Valérie Schermann Anthony Vaccarello               | França  |
| La habitación de al lado                     | Pedro Almodóvar   | Agustín Almodóvar Esther García                                                      | Espanya |
| The Seed of the Sacred Fig دانه‌ی انجیر معابد | Mohammad Rasoulof | Mohammad Rasoulof Amin Sadraei Jean-Christophe Simon Mani Tilgner Rozita Hendijanian | Iran    |
| The substance                                | Coralie Fargeat   | Coralie Fargeat Tim Bevan Eric Fellner                                               | França  |
| Vermiglio                                    | Maura Delpero     | Francesca Andreoli Leonardo Guerra Seràgnoli Santiago Fondevila Sancet Maura Delpero | Itàlia  |

### Millor director europeu
| Receptor(s)       | Títol                      |
| ----------------- | -------------------------- |
| Jacques Audiard   | Emilia Pérez               |
| Andrea Arnold     | Bird                       |
| Pedro Almodóvar   | la habitación de al lado   |
| Mohammad Rasoulof | The Seed of the Sacred Fig |
| Maura Delpero     | Vermiglio                  |

### Millor guió europeu
| Receptor(s)                   | Títol                      |
| ----------------------------- | -------------------------- |
| Jacques Audiard               | Emilia Pérez               |
| Magnus von Horn Line Langebek | Pigen med nålen            |
| Pedro Almodóvar               | La habitación de al lado   |
| Mohammad Rasoulof             | The Seed of the Sacred Fig |
| Coralie Fargeat               | The substance              |

### Millor actor europeu
| Receptor(s)    | Títol                    | Paper                    |
| -------------- | ------------------------ | ------------------------ |
| Abou Sangaré   | L'Histoire de Souleymane | Souleymane               |
| Franz Rogowski | Bird                     | Bird                     |
| Ralph Fiennes  | Conclave                 | Cardenal Thomas Lawrence |
| Lars Eidinger  | Sterben                  | Tom Lunies               |
| Daniel Craig   | Queer                    | William Lee              |

### Millor actriu europea
| Receptor(s)        | Títol                    | Paper        |
| ------------------ | ------------------------ | ------------ |
| Karla Sofía Gascón | Emilia Pérez             | Emilia Pérez |
| Renate Reinsve     | Armand                   | ELizabeth    |
| Trine Dyrholm      | Pigen med nålen          | Dagmar       |
| Vic Carmen Sonne   | Pigen med nålen          | Karoline     |
| Tilda Swinton      | La habitación de al lado | Martha Hunt  |

### Premis a l’excel·lència
| Millor fotografia               | Millor muntatge                  | Millor disseny de producció    | Millor vestuari                 |
| ------------------------------- | -------------------------------- | ------------------------------ | ------------------------------- |
| Benjamin Kračun – The substance | Juliette Welfling – Emilia Pérez | Jagna Dobesz – Pigen med nålen | Tanja Hausner – Des Teufels Bad |

| Millor maquillatge i perruqueria | Millor compositor                      | Millor disseny de so                                                                                       | Millors efectes visuals                                                                  |
| -------------------------------- | -------------------------------------- | --- | ---------------------------------------------------------------------------------------- |
| Evalotte Oosterop – Ljósbrot     | Frederikke Hoffmeier – Pigen med nålen | Marc-Olivier Brullé Pierre Bariaud Charlotte Butrak Samuel Aïchoun Rodrigo Diaz – L'Histoire de Souleymane | Bryan Jones Pierre Procoudine-Gorsky Chervin Shafaghi Guillaume Le Gouez – The substance |

## Premis no basats en la selecció de llargmetratges

### European Discovery – Prix FIPRESCI
| Director(s)            | Títol                  |
| ---------------------- | ---------------------- |
| Armand                 | Halfdan Ullmann Tøndel |
| Hoard                  | Luna Carmoon           |
| Kneecap                | Rich Peppiatt          |
| Santosh                | Sandhya Suri           |
| Anul Nou care n-a fost | Bogdan Mureșanu        |
| Akiplėša               | Saulė Bliuvaitė        |

### Documental europeu
| Títol                          | Director(s)                                        | País                              |
| ------------------------------ | -------------------------------------------------- | --------------------------------- |
| Cap altra terra                | Yuval Abraham Rachel Szor Basel Adra Hamdan Ballal | Palestina, Noruega                |
| Bye Bye Tiberias باي باي طبريا | Lina Soualem                                       | França, Bèlgica, Palestina, Qatar |
| Dahomey                        | Mati Diop                                          | França, Senegal                   |
| W zawieszeniu                  | Alina Maksimenko                                   | Polònia                           |
| Soundtrack to a Coup d'Etat    | Johan Grimonprez                                   | França, Bèlgica, Països Baixos    |

### Llargmetratge d’animació europeu
| Títol                  | Director(s)                     | País                                           |
| ---------------------- | ------------------------------- | ---------------------------------------------- |
| Straume                | Gints Zilbalodis                | Letònia, França, Bèlgica                       |
| Život k sežrání        | Kristina Dufková                | República Txeca, França, Eslovàquia            |
| Sauvages               | Claude Barras                   | Suïssa, França, Bèlgica                        |
| El sueño de la sultana | Isabel Herguera                 | Espanya, Alemanya, Índia                       |
| Dispararon al pianista | Fernando Trueba Javier Mariscal | Espanya, França, Països Baixos, Portugal, Perú |

### Curtmetratge europeu
| Títol                          | Director(s)                     | País                                       |
| ------------------------------ | ------------------------------- | ------------------------------------------ |
| Čovjek koji nije mogao šutjeti | Nebojša Slijepčević             | Croàcia, França, Bulgària, Eslovènia       |
| 2720                           | Basil da Cunha                  | Portugal, Suïssa                           |
| Clamor                         | Salomé Da Souza                 | França                                     |
| The Exploding Girl             | Caroline Poggi i Jonathan Vinel | França                                     |
| Wander to Wonder               | Nina Gantz                      | Països Baixos, França, Bèlgica, Regne Unit |

### Premi del Públic Jove
| Títol       | Director(s)          | País               |
| ----------- | -------------------- | ------------------ |
| Ibelin      | Benjamin Ree         | Noruega            |
| Lars er LOL | Eirik Sæter Stordahl | Noruega, Dinamarca |
| Sieger sein | Soleen Yusef         | Alemanya           |

## Premis honorífics
| Premi de l'EFA a la trajectòria | Assoliment europeu al cinema mundial | Premi Coproducció Internacional Eurimages |
| ------------------------------- | ------------------------------------ | ----------------------------------------- |
| Wim Wenders                     | Isabella Rossellini                  | Labina Mitevska                           |

## Premis especials

### Premi Lux de l'Acadèmia de Cinema Europeu
El premi està dirigit a reconèixer les pel·lícules que ajudin a conscienciar sobre temes sociopolítics a Europa.
| Títol        | Director(s)       | País                                      |
| ------------ | ----------------- | ----------------------------------------- |
| Animal       | Sofia Exarchou    | Grècia, Àustria, Romania, Xipre, Bulgària |
| Dahomey      | Mati Diop         | França, Senegal, Benín                    |
| Straume      | Gints Zilbalodis  | Letònia, França, Bèlgica                  |
| Intercepted  | Oksana Karpovych  | Canadà, França, Ucraïna                   |
| Julie zwijgt | Leonardo van Dijl | Bèlgica, Suècia                           |

### Premi de Cinema Universitari Europeu (EUFA)
Els nominats per al Premi de Cinema Universitari Europeu van ser anunciats el 23 d'octubre de 2024 per l'Acadèmia de Cinema Europeu i el Filmfest Hamburg. El guanyador es va anunciar a la nit de l'alcalde a Lucerna el 6 de desembre 2024, el vespre abans de la cerimònia de lliurament dels Premis del Cinema Europeu.
| Títol                                | Director               | País                                     |
| ------------------------------------ | ---------------------- | ---------------------------------------- |
| Trei kilometri până la capătul lumii | Emanuel Pârvu          | Romania                                  |
| Ap'rili                              | Dea Kulumbegashvili    | Geòrgia, França, Itàlia                  |
| Armand                               | Halfdan Ullmann Tøndel | Noruega, Països Baixos, Alemanya, Suècia |
| Kneecap                              | Rich Peppiatt          | Irlanda, UK                              |
| Mond                                 | Kurdwin Ayub           | Àustria                                  |

## Galeria

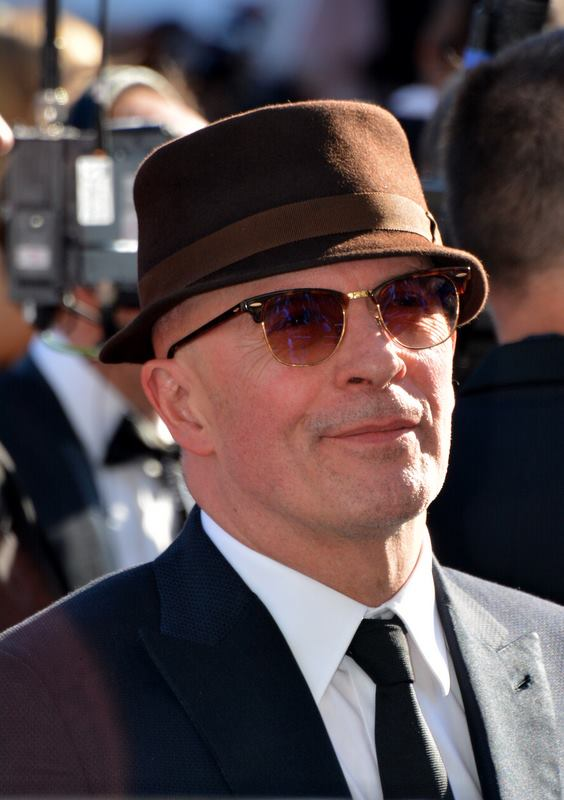
Jacques Audiard, millor pel·lícula, director i guió
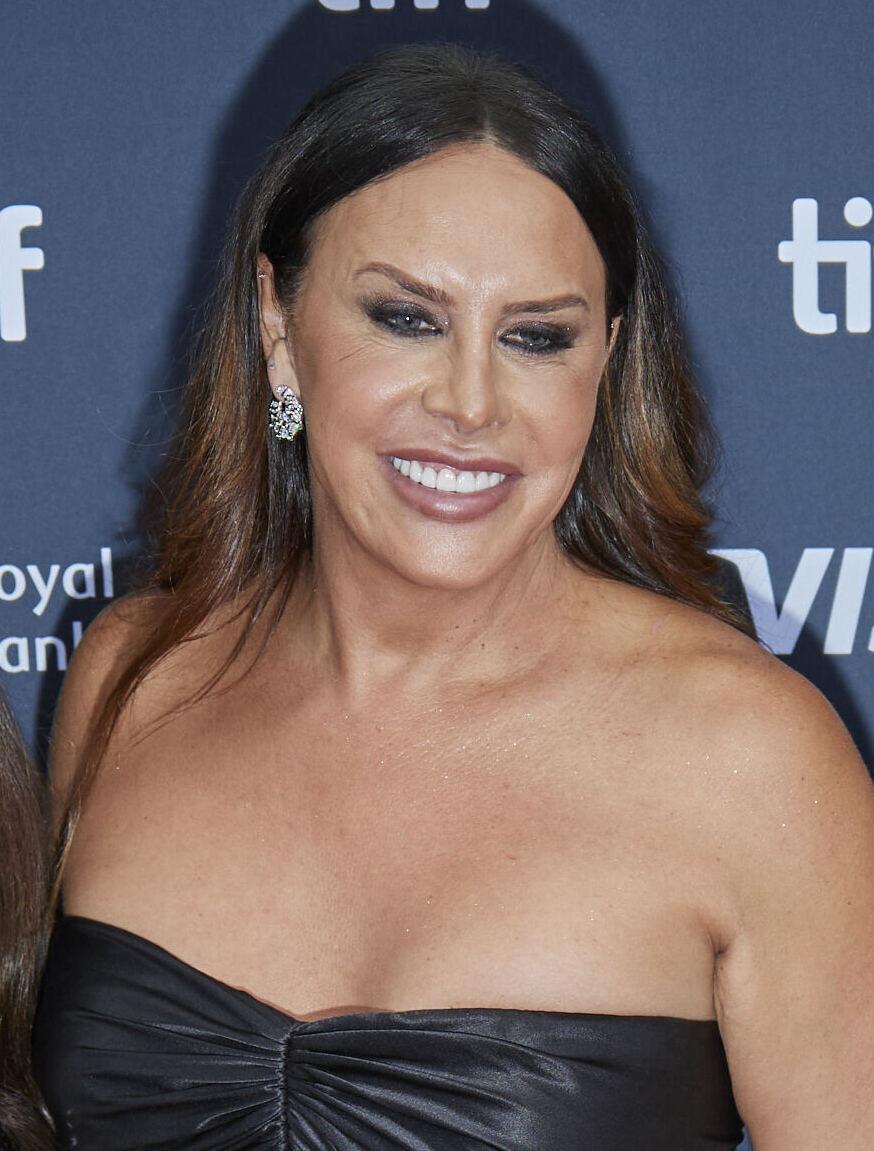
Karla Sofía Gascón, millor actriu
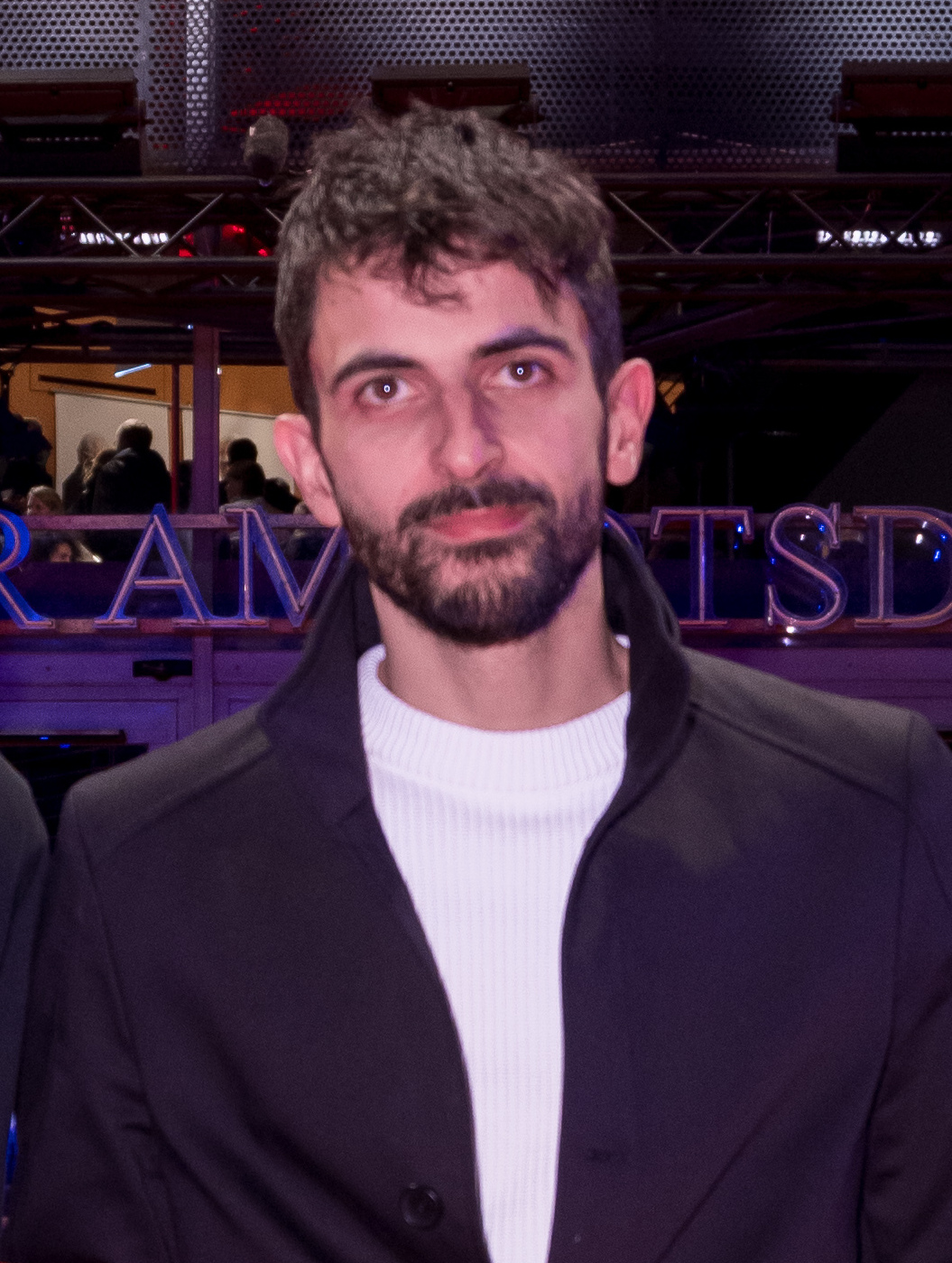
Yuval Abraham, millor documental
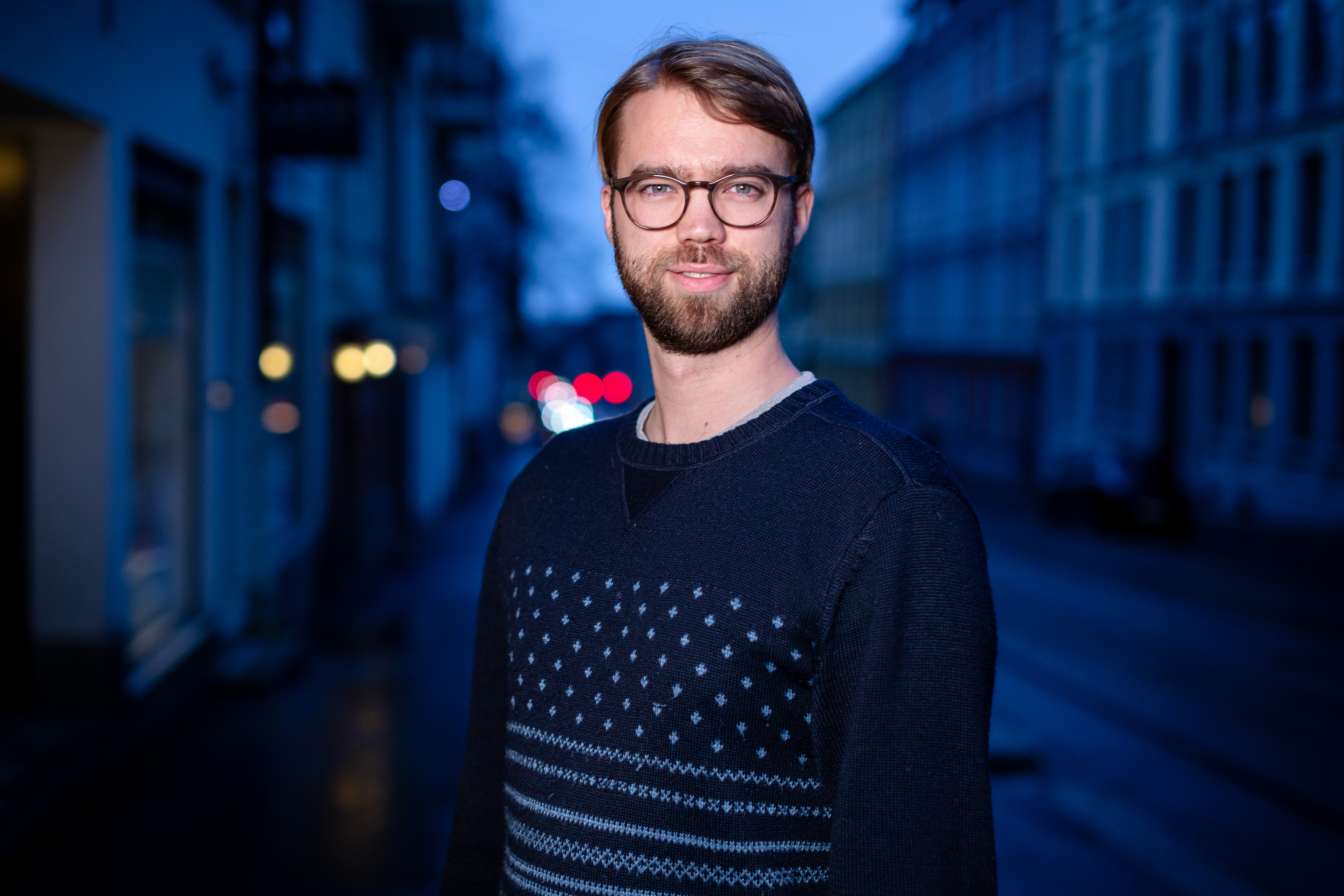
Benjamin Ree, millor descobriment europeu
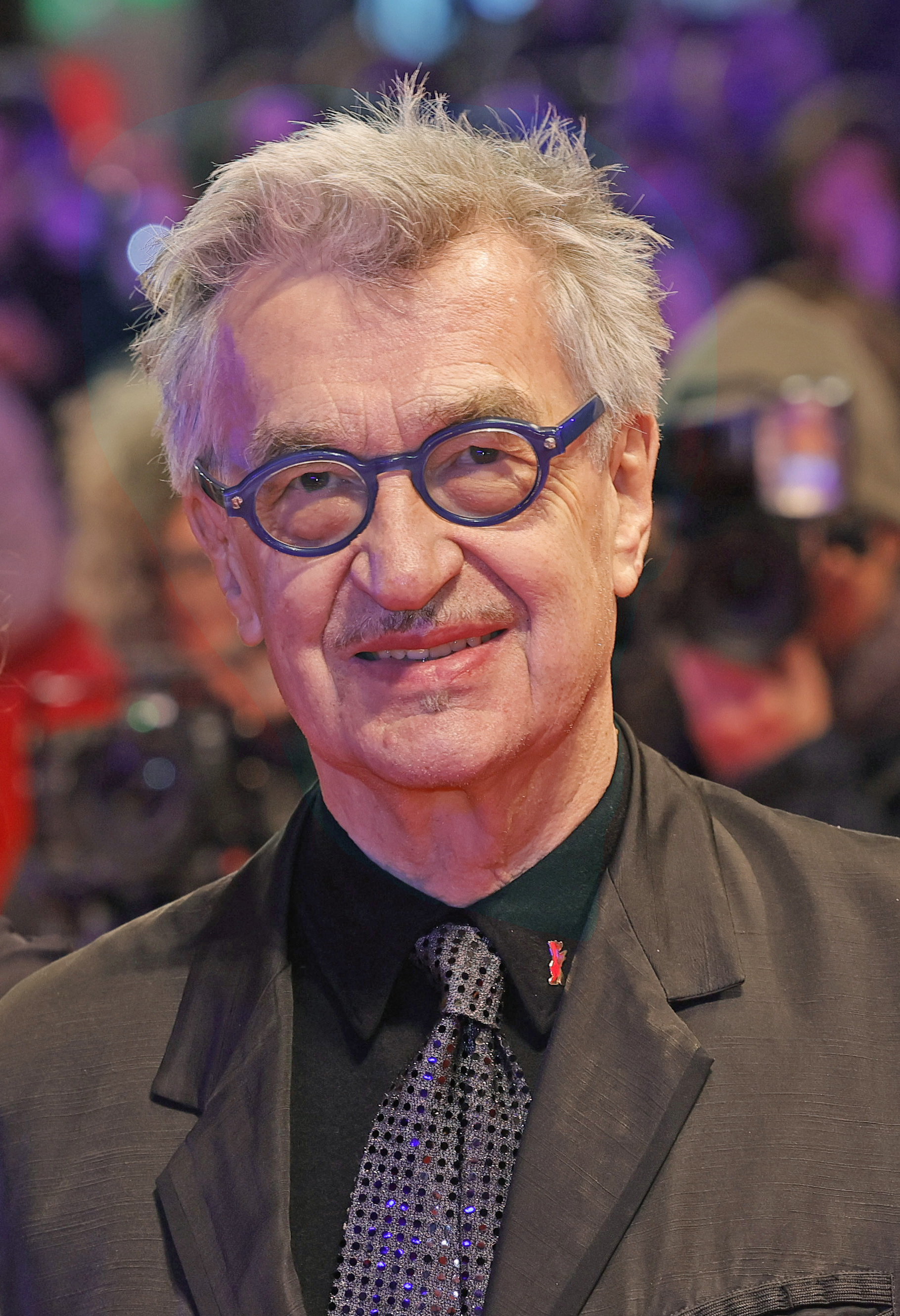
Wim Wenders, premi a la carrera
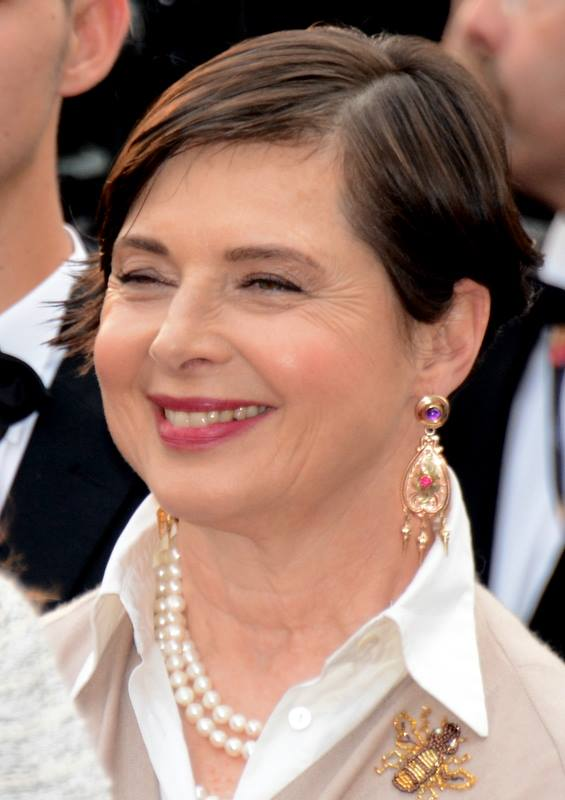
Isabella Rossellini, premi a l'assoliment europeu
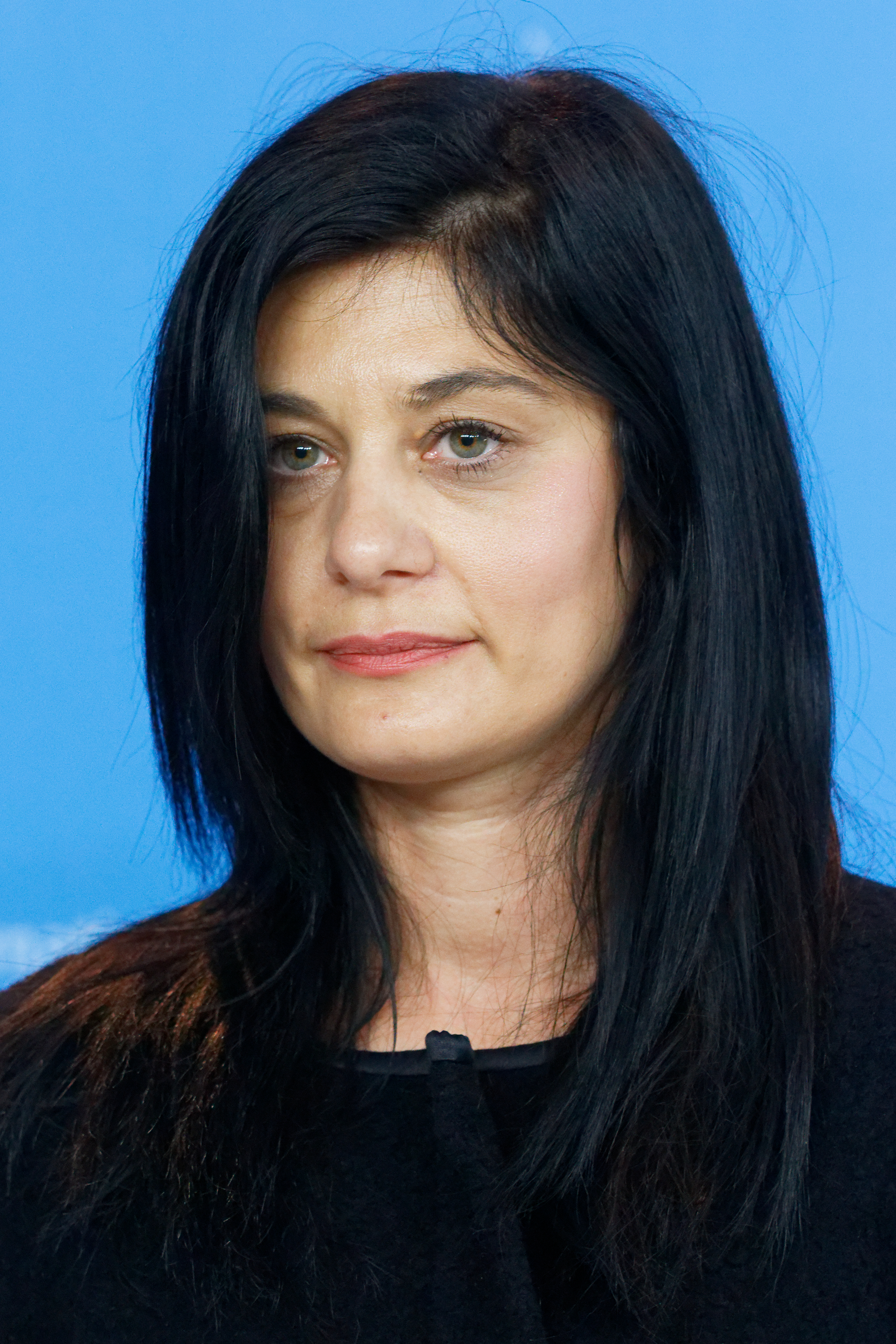
Labina Mitevska, premi Euroimages